# Leandro Calderone
Leandro Calderone es un guionista, escritor y actor nacido en la ciudad de Venado Tuerto, Argentina.
Se ha dedicado principalmente a la escritura de guiones de telenovelas de emisión diaria.

## Dramaturgia
Como dramaturgo se formó junto a Mauricio Kartun. Estudió actuación en la escuela de Agustín Alezzo. También fue alumno de Augusto Fernándes, Anna Strasberg y Julio Chávez.

### Actuaciones
Teatro
- "Romeo y Julieta"
- "Lo que nos dejó el río
- "La verdadera naturaleza del amor"

Televisión
- "Herederos de una venganza" (cameo)

## Guiones

### Teatro
1. El mes de las novias
2. Gemelo
3. La viuda de Alves

### Televisión
- Como integrante del equipo autoral:

1. Gasoleros (1998-1999) liderado por Gustavo Barrios y Ernesto Korovsky.
2. Primicias (2000) liderado por Leonardo Bechini y Ernesto Korovsky.
3. Ilusiones compartidas (2000-2001) liderado por Gabriela Fiore y Marcos Carnevale.
4. 22, el loco (2001) liderado por Leonardo Bechini y Marcos Carnevale.
5. 099 Central (2002) liderado por Leonardo Bechini y Marcos Carnevale.
6. Soy gitano (2003) liderado por Marcos Carnevale y Marcela Guerty.
7. Floricienta (2004-2005) liderado por Gabriela Fiore y Solange Keoleyan.

- Como autor principal:

1. Los pensionados (2004) junto a Marcela Citterio.
2. Alma pirata (2006) junto a Gabriela Fiore y Renato D'angelo.
3. Casi ángeles (2007-2010)
4. Herederos de una venganza (2011-2012)
5. Los únicos [segunda temporada] (2012) junto a Mariano Vera.
6. Sos mi hombre (2012-2013)
7. Aliados (2013-2014) junto a Pablo Arosio.
8. Guapas (2014-2015) junto a Carolina Aguirre.
9. Signos (2015) junto a Carolina Aguirre.
10. Quiero vivir a tu lado (2017) junto a Carolina Aguirre.
11. Argentina, tierra de amor y venganza (2019) junto a Carolina Aguirre.
12. Margarita (2024)

## Libros
Las ideas son originales de la creadora Cris Morena, pero él las adaptó a libro. 
- Resiste [Claves Para Encontrar Tu Llave] (2010 - Reedición Actualizada 2021)
- Casi Ángeles I [La isla de Eudamón] (2010 - Reedición 2020)
- Casi Ángeles II [El hombre de las mil caras] (2011 - Reedición 2020)
- Aliados I [Entre La Tierra Y El Cielo] (2013)
- Aliados II [El Combate de los Dioses] (2014)
- Casi Ángeles III [El Principito] (2020)
- Casi Ángeles IV [La Resistencia] (2020)

Otro libro publicado de autoría propia 
- El falso Camote (2017)

- Datos: Q5972203